# Silvio Marić
Silvio Marić (Zagreb, Croacia 20 de marzo de 1975). Es un ex-futbolista croata que jugaba de Mediocampista.

## Trayectoria
Nacido en Zagreb , comenzó su carrera profesional en el Dinamo de Zagreb en 1992. En el otoño de 1998, donde fue titular en el Dinamo Zagreb incluidos los seis partidos en la UEFA Champions League y logró su traspaso al club inglés Newcastle United a principios de 1999. Hizo su debut para el Newcastle United el 10 de marzo de 1999 contra el Nottingham Forest , pero nunca logró jugar de manera regular en el club y, después de haber disputado 23 partidos en la Premier League sin anotar un gol, pasó a irse a Portugal para jugar en el FC Porto en 2000. En el Newcastle United consiguió ser el primer jugador croata de la historia en disputar una final de la FA Cup, en la derrota frente al Manchester United por 2-0 en la final de 1999.
Después de jugar una temporada en Porto, donde también nunca logró convertirse en un habitual, hizo su primer regreso al Dinamo Zagreb y, posteriormente, pasó dos temporadas con el club antes de hacer otro movimiento al extranjero, al club griego Panathinaikos en 2003. Posteriormente, pasó dos temporadas en el Panathinaikos y disputó nueve partidos de la UEFA Champions League para el club antes de hacer su segundo regreso al Dinamo de Zagreb en 2005, firmando un contrato de dos años. Sin embargo, con su papel en el equipo en gran parte disminuido y el hecho de que en la mayoría de partidos apareció como sustituto, canceló su contrato a finales de la temporada 2005-06 y así terminó su carrera como jugador. En sus tres etapas en el Dinamo, disputó un total de 146 partidos de liga y anotó 41 goles.

## Selección nacional
Hizo su debut internacional para la Selección de fútbol de Croacia el 30 de abril de 1997 en el partido de clasificación contra Grecia y logró anotar su primer gol internacional en su segunda encuentro contra Bosnia y Herzegovina el 6 de septiembre de 1997 en esta misma sesión de clasificación. Entre 1995 y 1997, también hizo varias apariciones para el equipo nacional croata sub-21 .
También fue miembro del equipo croata que logró el tercer lugar en la Copa Mundial de fútbol de 1998 en Francia y disputó cuatro partidos en el torneo, aunque solo fue titular en el último partido de la fase de grupos contra la Argentina. Ganó un total de 19 partidos internacionales entre 1997 y 2002, pero su primer gol internacional también siguió siendo el único. Su última aparición con la selección croata llegó en el 12 de octubre de 2002, en el segundo partido de clasificación para la Euro 2004, que perdieron 2-0 ante Bulgaria en casa.

### Participaciones en Copas del Mundo
| Mundial                        | Sede    | Resultado    |
| ------------------------------ | ------- | ------------ |
| Copa Mundial de Fútbol de 1998 | Francia | Tercer lugar |

## Clubes
| Club             | País       | Año           |
| ---------------- | ---------- | ------------- |
| Dinamo Zagreb    | Croacia    | 1992-1998     |
| HNK Segesta      | Croacia    | 1994 (Cedido) |
| Newcastle United | Inglaterra | 1998-2000     |
| FC Porto         | Portugal   | 2000-2001     |
| Dinamo Zagreb    | Croacia    | 2001-2003     |
| Panathinaikos    | Grecia     | 2003-2005     |
| Dinamo Zagreb    | Croacia    | 2005-2006     |

- Datos: Q2712083